# Гузиенко, Андрей Святославович
Андрей Святославович Гузиенко (15 апреля 1964, Магнитогорск, Челябинская область, РСФСР — 14 мая 2019, Черновцы) — советский и украинский футболист, нападающий.

## Биография
Родился в Магнитогорске, но в детстве переехал в г. Токмак (Киргизская ССР). Воспитанник фрунзенского спортинтерната, первые тренеры — Олег Алексеевич Корнеев, Г. Ф. Мерзликин. Призывался в юношескую сборную СССР. В составе юношеской сборной Киргизской ССР — бронзовый призёр соревнований «Переправа».
Во взрослом футболе дебютировал в 1981 году, выступая во второй лиге за фрунзенские «Алгу» и «Семетей», позднее также играл во второй лиге за ЦОР и в первенстве республики за «Буревестник».
В 1984 году перешёл в московский ЦСКА. Свой первый матч в высшей лиге сыграл 10 марта 1984 года в первом туре сезона против ростовского СКА и в этой же игре забил свой первый гол. Всего до конца сезона принял участие в 8 матчах за армейцев и забил один гол. В 1985 году перешёл в одесский «Черноморцец», провёл в команде полтора года, но сыграл только два матча в высшей лиге и ещё два — в переходном турнире.
Часть сезона 1986 года провёл в клубе «Прикарпатье» (Ивано-Франковск). На следующий год перешёл в «Буковину», где выступал четыре сезона, сыграв 181 матч и забив 46 голов. В 1988 году стал победителем зонального турнира второй лиги и чемпионом Украинской ССР, в победном сезоне забил 21 гол. В 1989 году стал серебряным призёром первенства Украинской ССР, в 1990 году — победителем зоны «Запад» второй лиги.
В начале 1990-х годов играл за югославский клуб «Бечей». После возвращения на Украину играл за команду «Лада» (Черновцы), стал бронзовым призёром чемпионата Украины среди любителей сезона 1992/93. Последним клубом футболиста стал «Днестр» (Залещики), игравший во второй лиге Украины.
Скончался в Черновцах 14 мая 2019 года на 56-м году жизни.

## Достижения
- Победитель Второй лиги СССР (1): 1990
- Победитель чемпионата УССР (1): 1988
- Серебряный призёр чемпионата УССР (1): 1989